# Pseudorabdion
Pseudorabdion is een geslacht van slangen uit de familie toornslangachtigen (Colubridae) en de onderfamilie Calamariinae.

## Naam en indeling
De wetenschappelijke naam van de groep werd voor het eerst voorgesteld door Giorgio Jan in 1862. Er zijn vijftien verschillende soorten, inclusief de pas in 2010 beschreven soorten Pseudorabdion modiglianii en Pseudorabdion sirambense.
De soort Pseudorabdion torquatum werd lange tijd als een synoniem beschouwd van Pseudorabdion longiceps, maar dit werd in 2016 herzien. De wetenschappelijke geslachtsnaam Pseudorabdion betekent vrij vertaald 'gelijkend op de soorten uit het geslacht Rabdion.

## Verspreiding en habitat
Alle soorten komen voor in delen van Azië en leven in de landen Brunei, de Filipijnen, Indonesië, Maleisië, Singapore en Thailand.
De habitat bestaat uit vochtige tropische en subtropische bossen, zowel in laaglanden als gebergten. Ook in door de mens aangetaste bossen en in weilanden en plantages worden de soorten aangetroffen.

## Beschermingsstatus
Door de internationale natuurbeschermingsorganisatie IUCN is aan elf soorten een beschermingsstatus toegewezen. Zeven soorten worden gezien als 'veilig' (Least Concern of LC), twee soorten als 'kwetsbaar' (Vulnerable of VU) en een soort als 'onzeker' (Data Deficient of DD). De soort Pseudorabdion montanum ten slotte wordt beschouwd als 'bedreigd' (Endangered of EN).

### Soorten
Het geslacht omvat de volgende soorten, met de auteur en het verspreidingsgebied.
| Naam                       | Auteur                          | Verspreidingsgebied                                          |
| -------------------------- | ------------------------------- | ------------------------------------------------------------ |
| Pseudorabdion albonuchalis | Günther, 1896                   | Indonesië, Maleisië, Brunei                                  |
| Pseudorabdion ater         | Taylor, 1922                    | Filipijnen                                                   |
| Pseudorabdion collaris     | Mocquard, 1892                  | Indonesië, Maleisië                                          |
| Pseudorabdion eiselti      | Inger & Leviton, 1961           | Indonesië                                                    |
| Pseudorabdion longiceps    | Cantor, 1847                    | Indonesië, Brunei, Maleisië, Singapore, Thailand, Filipijnen |
| Pseudorabdion mcnamarae    | Taylor, 1917                    | Filipijnen                                                   |
| Pseudorabdion modiglianii  | Doria & Petri, 2010             | Indonesië                                                    |
| Pseudorabdion montanum     | Leviton & Brown, 1959           | Filipijnen                                                   |
| Pseudorabdion oxycephalum  | Günther, 1858                   | Filipijnen                                                   |
| Pseudorabdion sarasinorum  | Müller, 1895                    | Indonesië                                                    |
| Pseudorabdion saravacense  | Shelford, 1901                  | Maleisië                                                     |
| Pseudorabdion sirambense   | Doria & Petri, 2010             | Indonesië                                                    |
| Pseudorabdion talonuran    | Brown, Leviton & Sison, 1999    | Filipijnen                                                   |
| Pseudorabdion taylori      | Leviton & Brown, 1959           | Filipijnen                                                   |
| Pseudorabdion torquatum    | Duméril, Bibron & Duméril, 1854 | Indonesië                                                    |